# Manjushri
Manjushri (Sanskrit: m., मञ्जुश्री, Mañjuśrī; chinesisch 文殊, Pinyin Wénshū, W.-G. Wen-shu; japanisch 文殊菩薩 Monju; tibetisch འཇམ་དཔལ་དབྱངས། Wylie ’jam dpal dbyangs) ist eine Figur aus dem Buddhismus. Er ist sowohl als ein Buddha als auch als ein Bodhisattva – eine Emanation Vairocanas – bekannt, da er mehrere Aspekte besitzt je nach Land und Überlieferung.
Manjushri gehört zusammen mit Avalokiteshvara und Vajrapani zu den drei großen Bodhisattvas. Er hilft, die Unwissenheit zu überwinden und Weisheit zu erlangen. Rechts mit der „männlichen Hand“ oder der „Methodenhand“ trägt er das Schwert, das die Unwissenheit zerschneidet und gleichzeitig als eine Fackel Licht in die Dunkelheit bringt. In der linken, „weiblichen“ Hand oder „Weisheitshand“ hält er das Buch der transzendenten Weisheit. Er ist der Schutzherr der Gelehrten und Studierenden, gibt Inspiration und Erkenntnis, wenn man ihn anruft. Der erste Tag des tibetischen Jahres ist ihm geweiht. Er wird morgens angerufen, um mit seinem Flammenschwert die Dämonen der Finsternis zu vertreiben und das Licht zu bringen. Manjushri gilt außerdem als der himmlische Baumeister, der den irdischen Architekten beisteht, würdige Tempel zu bauen.
Im Buddha-Aspekt wird er mit einem Schwert und einem Buch oder einer Schriftrolle dargestellt. Das Schwert repräsentiert Weisheit bzw. Prajna. In einigen Ländern wie Japan wird er als Bodhisattva oft mit femininen Zügen und/oder auf einem Löwen reitend dargestellt. Jeder Buddha hat ein Mantra, Manjushris Mantra lautet: OM AH RA PA TSA NA DHI (tibetisch ༀ་ཨ་ར་པ་ཙ་ན་དྷཱི Wylie om a ra pa tsa na d+hIH).
Manjushri ist auch bekannt als: Bodhisattva des Wissens und des Lernens, Buddha der Weisheit bzw. Weisheits-Buddha. Er ist einer der traditionellen japanischen Dreizehn Buddhas. Das Schwert wird benutzt, um den Schleier der Ignoranz zu durchtrennen. Die Schriftrolle oder das Buch repräsentieren die Perfektion von Wissen. Nach einer Überlieferung residiert er auf dem Berg Wu Tai Shan in China. Manjushri soll der Legende nach ein Schüler des historischen Buddha Shakyamuni gewesen sein. Zusammen mit diesem und dem anderen Schüler, Samantabhadra, bildet er die „Shakyamuni-Trinität“.
In der Kosmogonie des westmongolischen Volkes der Kalmücken entspricht Manjushri dem Schöpfer der Erde Mandschischiri. Dieser verwandelt sich in eine große Schildkröte, die auf dem Rücken liegend die Erde über der Wasseroberfläche hält. Wenn die Schildkröte eine Zehe bewegt, ereignet sich ein Erdbeben.
In der Tradition des tibetischen Buddhismus galten die chinesischen Kaiser der Qing-Dynastie als Inkarnationen von Manjushri (Mañjugoṣa, འཇམ་པའི་དབྱངས་).

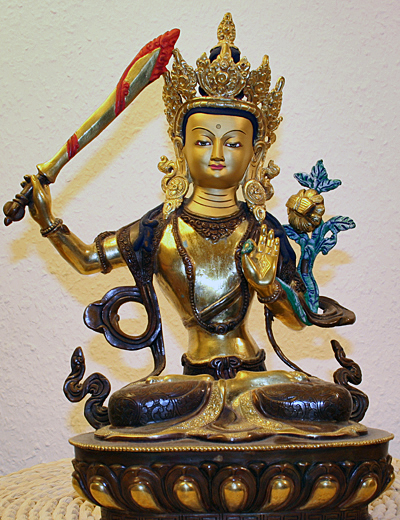
Buddha Manjushri, nepalesische Statue
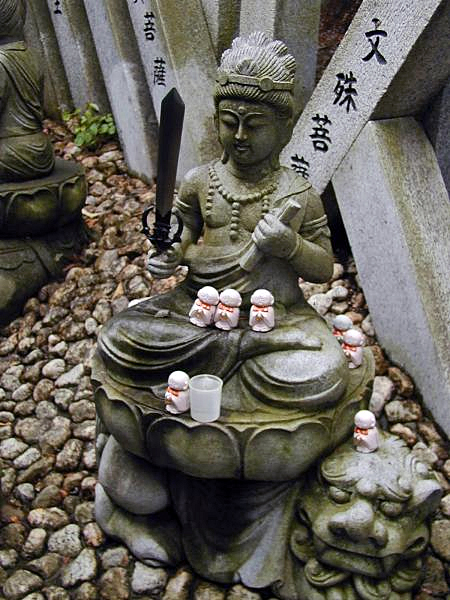
Statue von Manjushri (Monju) in Senkoji, Onomichi, Japan
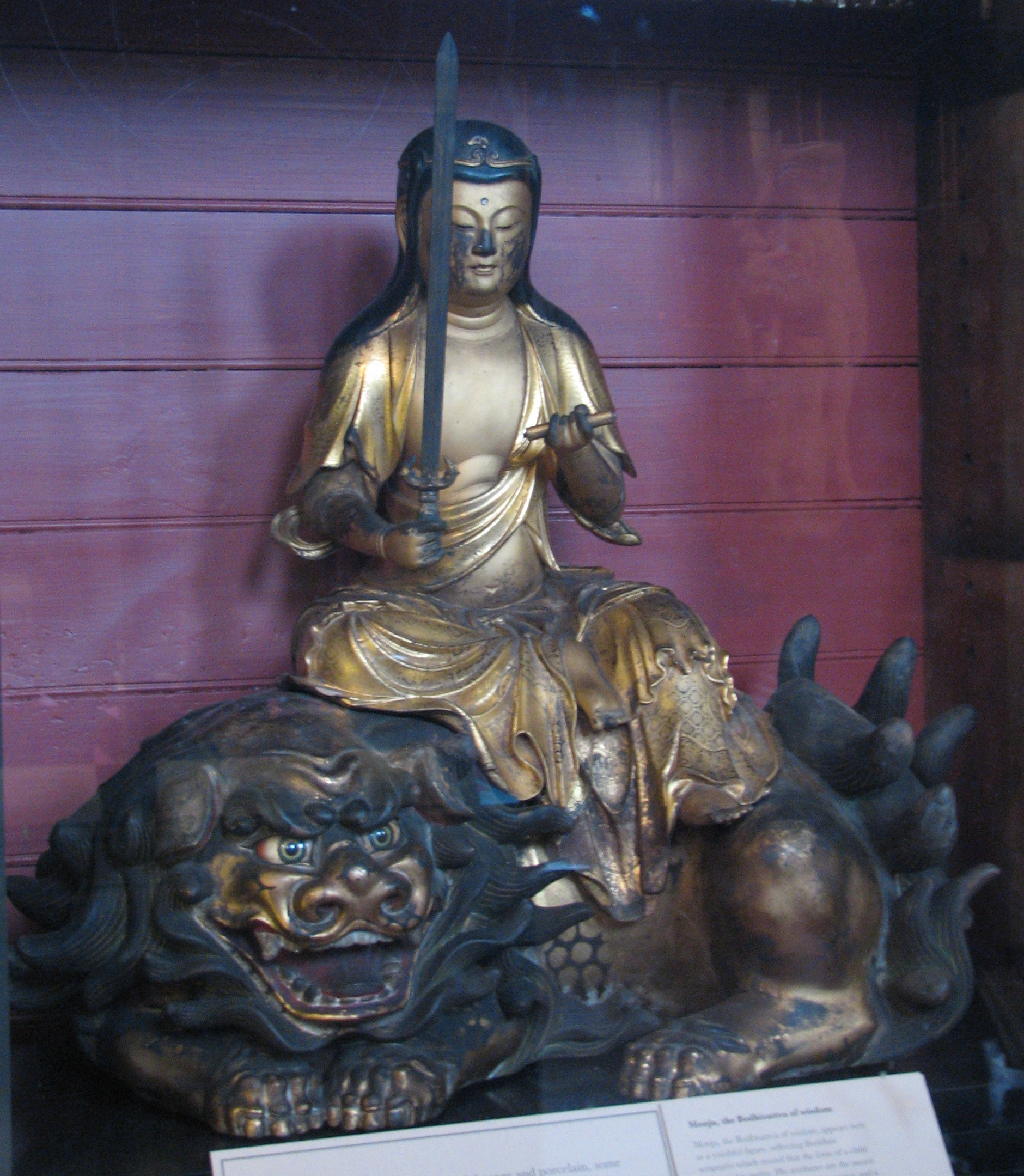
Bodhisattva Monju, japanische Statue im British Museum